# Heers
Heers (Limburgisch: Hiër) ist eine belgische Gemeinde in der Region Flandern mit 7593 Einwohnern (Stand 1. Januar 2024). Sie besteht aus dem namensgebenden Hauptort und zahlreichen kleineren umliegenden Dörfern.
Sint-Truiden liegt elf Kilometer nordwestlich, Tongern zwölf Kilometer nordöstlich, Hasselt 20 Kilometer nördlich, Lüttich 23 Kilometer südöstlich und Brüssel ca. 65 Kilometer westlich.
Die nächsten Autobahnabfahrten befinden sich im Süden bei Waremme an der A3/E 40 und im Osten bei Tongern an der A13/E 313.
In Waremme, Sint-Truiden und Tongern befinden sich die nächsten Regionalbahnhöfe.
Der Flughafen von Lüttich und Maastricht Aachen Airport sind die nächsten Regionalflughäfen und nahe der Hauptstadt Brüssel gibt es den internationalen Flughafen Brüssel National.

## Gemeindegliederung
Heks · Batsheers · Gutschoven · Heers · Heks · Horpmaal · Klein-Gelmen · Mechelen-Bovelingen · Mettekoven · Opheers · Rukkelingen-Loon · Vechmaal · Veulen · Sint-Pieters-Heurne

## Bilder

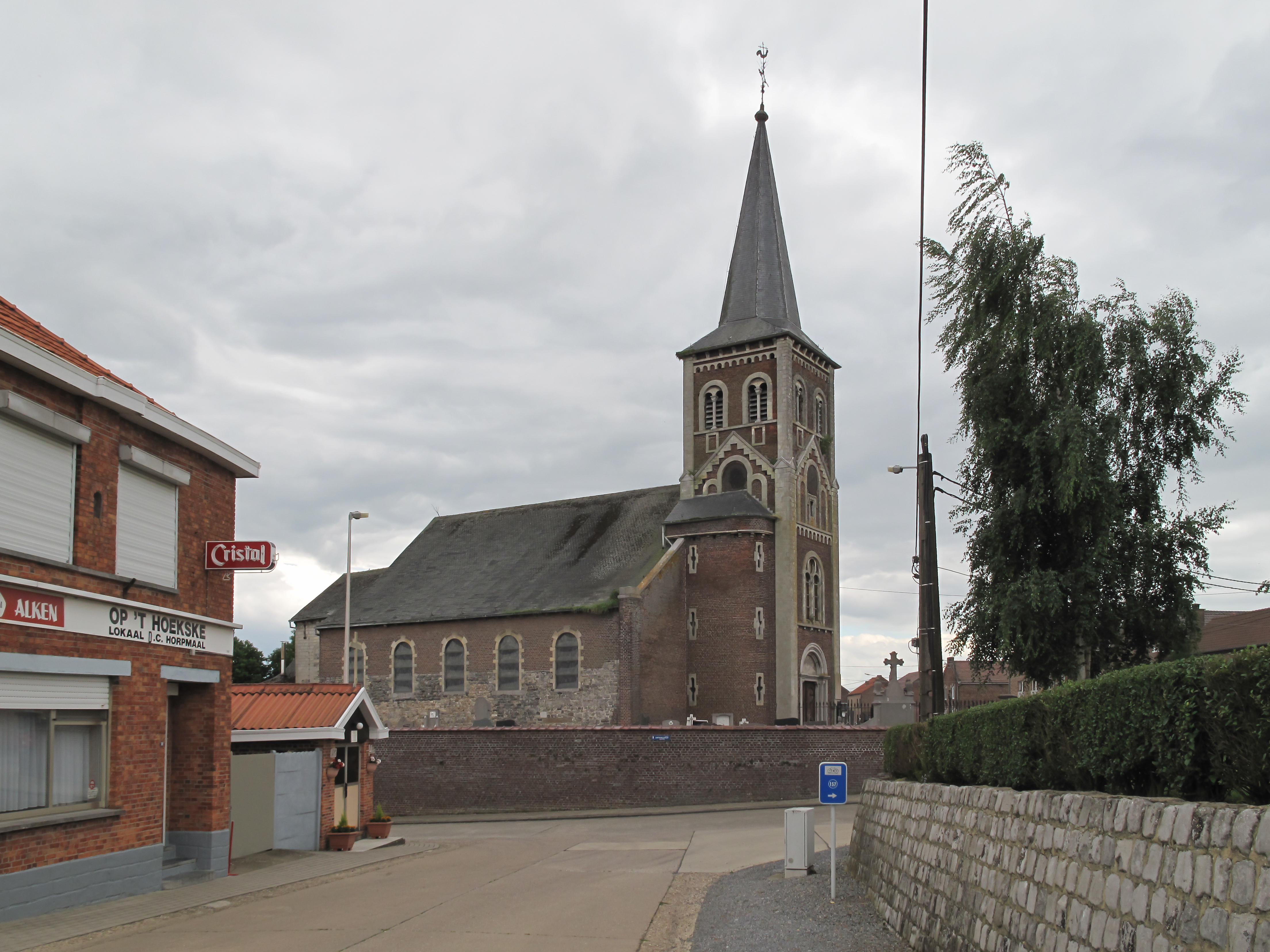
Horpmaal, Kirche: de Sint Lambertuskerk
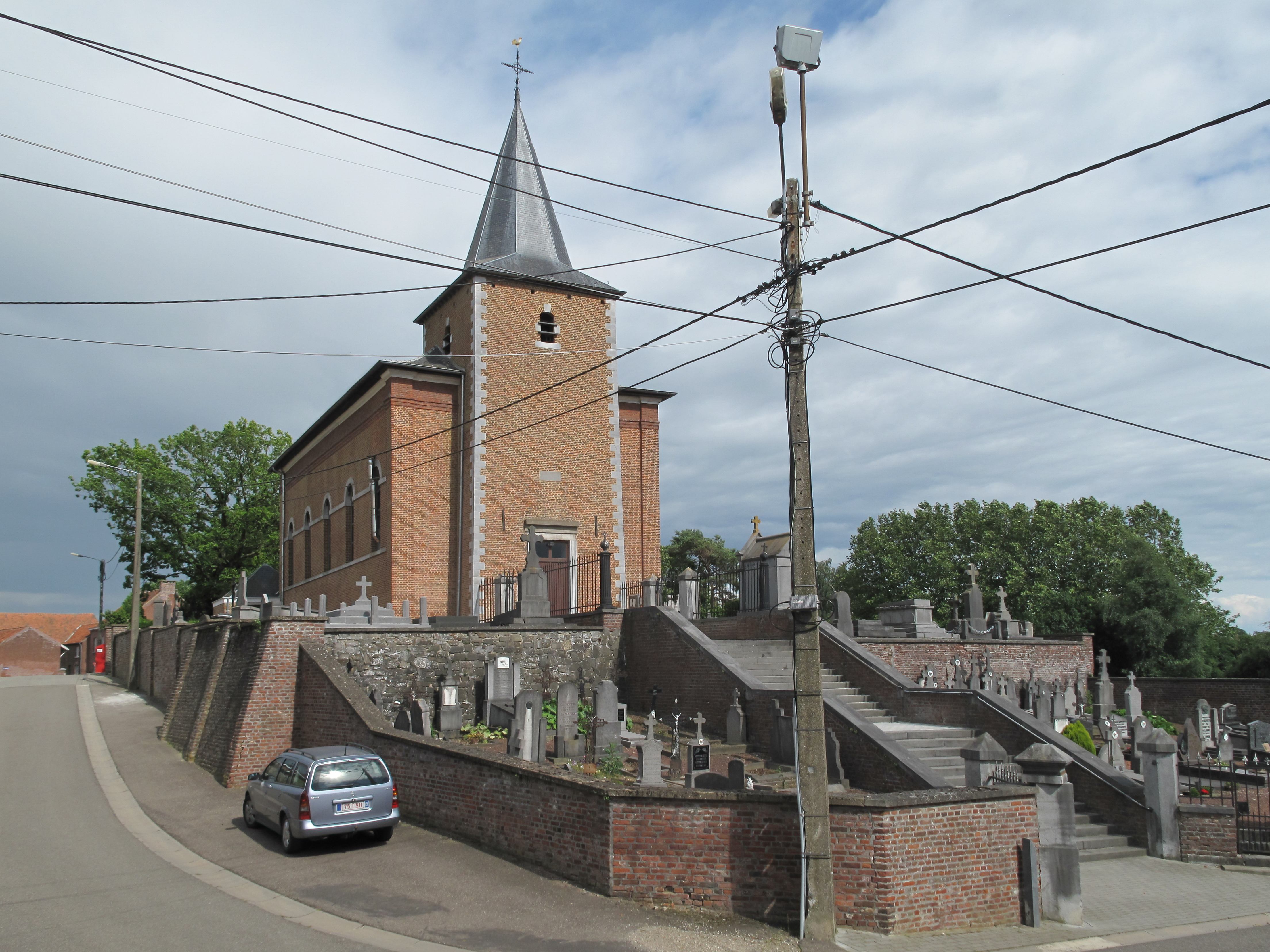
Vechmaal, Kirche: de Sint Martinuskerk
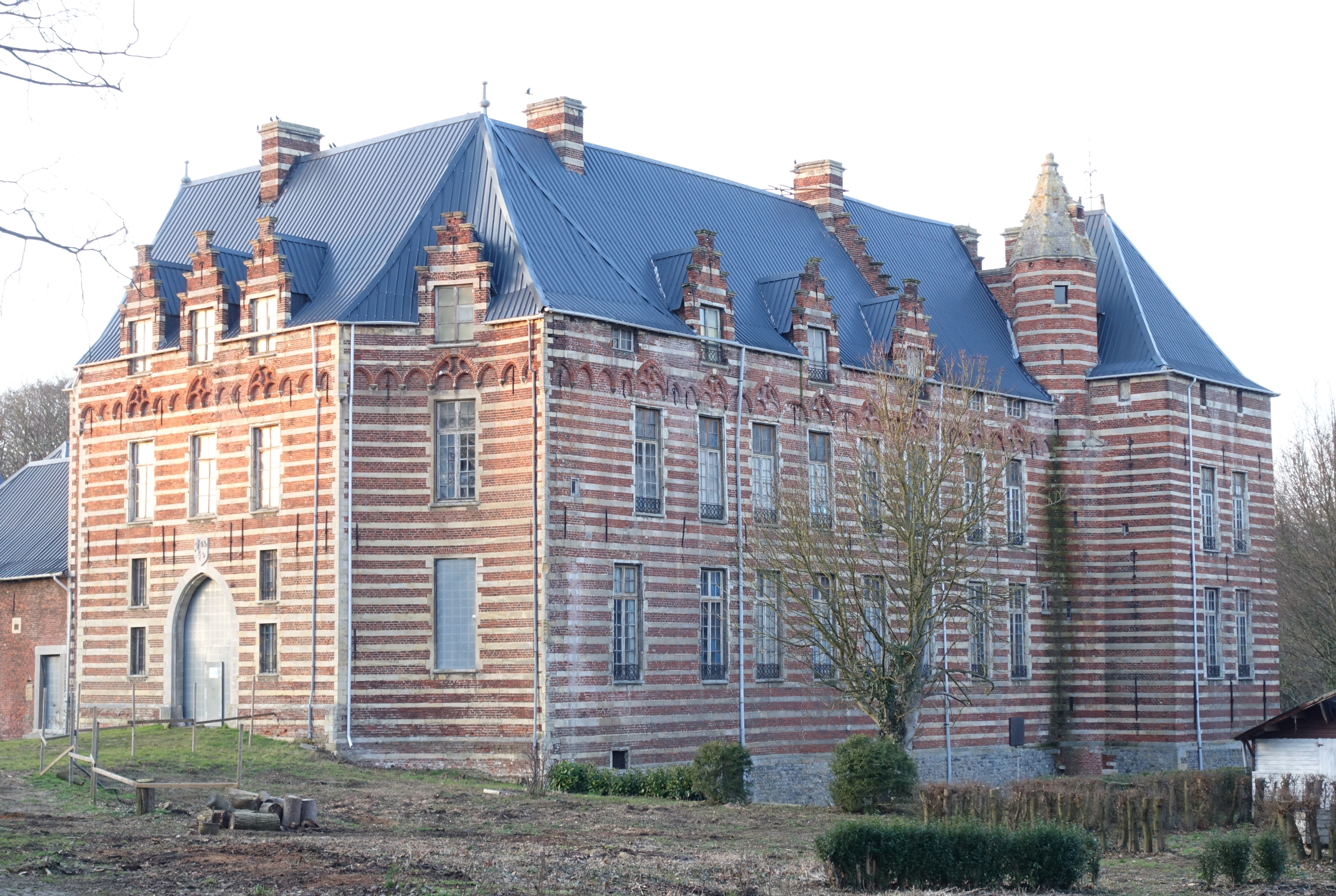
Schloss Heers